# Белфонтен (Јура)
Белфонтен (фр. Bellefontaine) насеље је и општина у источној Француској у региону Франш-Конте, у департману Јура која припада префектури Сен Клод.
По подацима из 2011. године у општини је живело 547 становника, а густина насељености је износила 22,14 становника/km². Општина се простире на површини од 24,71 km². Налази се на средњој надморској висини од 1028 метара (максималној 1.302 m, а минималној 760 m).

## Демографија
| 1962. | 1968. | 1975. | 1982. | 1990. | 1999. | 2011. |
| ----- | ----- | ----- | ----- | ----- | ----- | ----- |
| 217   | 227   | 255   | 314   | 422   | 453   | 547   |

График промене броја становника у току последњих година